# Tatuí
Tatuí város Brazíliában, São Paulo államban. Lakosainak száma 116 682 fő (2015. július 1.). Tatuí Quadra, Alambari, Boituva, Capela do Alto, Cerquilho, Cesário Lange, Guareí, Iperó és Itapetininga községekkel határos.

## Népesség
A település népességének változása:
| Lakosok száma | 93 430 | 107 115 | 107 326 | 116 682 | 122 967 | 123 942 |
|               | 2000   | 2006    | 2010    | 2015    | 2020    | 2022    |